# 원피스의 지리
이 문서에서는 오다 에이이치로의 만화 원피스의 세계관에서 소개되는 지리적 특성과 각 지명을 정리한다.

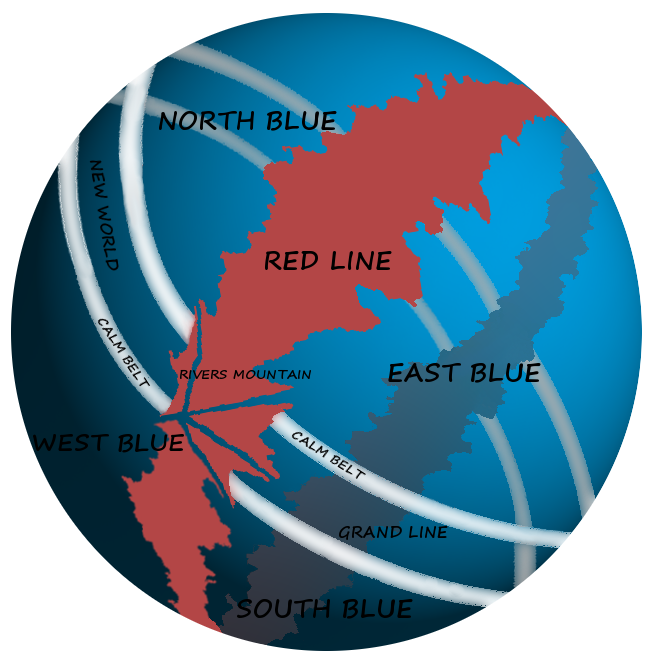
원피스 세계관의 지구. 일렬로 이어진 육지 레드라인 (붉은 선)과 위대한 항로, 캄벨트 (흰 선)이 바다를 사 등분 하고 있으며, 각각의 대양은 노스블루, 이스트블루, 사우스블루, 웨스트블루라는 이름이 붙여졌다. 가운데 위치에 수로로 갈라진 부분은 4대양으로부터 위대한 항로로 나아가는 리버스 마운틴이다.

원피스의 세계관에서는 지구를 끊김 없이 한 바퀴 도는 붉은 대륙, '레드라인' (Red Line, レッドライン)과, 레드라인과는 수직 방향으로 지구를 또 한 바퀴 일주하는 '위대한 항로' (Grand Line, グランドライン)의 두 가지 큰 축이 존재한다. 위대한 항로는 일종의 무풍지대인 '캄 벨트' (Calm Belt, カームベルト)로 둘러싸여 있다. 지구 상공에는 육지나 바다와는 별개로 '하늘섬'(空島)이 존재한다.
레드라인과 위대한 항로, 이 두 선을 기준으로 세계의 바다는 네 가지 대양으로 분리된다. 각 대양의 명칭은 동서남북의 방위를 따라 '동쪽 바다' (이스트 블루, East Blue), '서쪽 바다' (웨스트 블루, West Blue), '남쪽 바다' (사우스 블루, South Blue), '북쪽 바다' (노스 블루, North Blue)로 불린다.
4대양은 레드라인과 캄벨트의 존재로 사실상 서로 분리되어 있으나, '리버스 마운틴' (Reverse Mountain)이라 부르는 거대한 산에는 네 바닷물이 하나로 모여 위대한 항로로 나아가는 길목이 존재한다. 리버스 마운틴에서 반대쪽 레드라인까지의 항로는 '낙원', 레드라인을 넘어 다시 리버스 마운틴으로 돌아오기까지의 항로는 '신세계'라고 부른다.

## 동쪽 바다 (이스트 블루)
극초반 줄거리의 무대가 되는 바다로, 레드라인과 위대한 항로로 구분되는 4대양 중에서도 가장 약하고 잠잠한 바다로 알려져 있다. 이 지역의 해적들에게 걸린 평균 현상금도 300만 베리 정도에 불과하다. 다른 바다에 비해 현상금이 높은 흉악범들이 적기 때문에 작중에서는 평화의 상징으로도 알려져 있다.

### 던섬

#### 고아 왕국
세계정부 가맹 왕국으로, 사보, 드래곤, 가프의 고향이다. 동쪽 바다에서 가장 아름다운 나라로 알려져 있지만, 그 이면에는 왕족과 귀족들이 사는 마을과, 그들이 버린 쓰레기가 쌓이는 그레이터미널이 존재하는 극단적인 격리 사회를 이루고 있다. 현 국왕은 스테리이다.
그레이 터미널 북쪽 방면으로 마을이 있고, 마을 전체를 거대한 성벽이 둘러싸고 있다. 성벽 안쪽지대의 '끄트머리 마을'에는 깡패들이 모여 살고 있으며 악취를 풍긴다. 더 들어가면 아담한 중심가가 있으며, 가장 가운데는 또 다른 돌벽으로 분리되어 있고, 그 안에 왕족과 귀족들이 사는 '높은 마을'이 있다.
후샤 마을
작은 항구촌이자 루피의 고향 마을이다. 일본어로 후샤 (フーシャ)는 풍차를 뜻하는데 이름 그대로 풍차가 많다. 고아 왕국의 변두리에 위치하고 있어 왕국 소속 마을이면서도 반쯤 잊혀진 듯한 평화로운 마을로, 왕국 중심부의 격리된 사회와도 다른 분위기이다. 과거 붉은 머리 해적단이 1년 정도 활동 거점으로 삼았으며, 해적단이 떠날 때 즈음 샹크스가 루피에게 밀짚모자를 맡겼다. 마을 사람들은 잔치를 좋아한다.
코르보산
후샤 마을 뒤에 있는 산으로, 산적 다단 일당이 근거지로 삼는 곳이자, 루피와 에이스가 자란 곳이다. 호랑이, 곰, 악어 등 맹수가 서식하고 있다.
불확실한 물건의 종착역 (그레이 터미널)
골보산을 북쪽으로 빠져나간 곳에 있는 거대한 쓰레기장으로, '쓰레기산'(ゴミ山)이라고도 부른다. 범죄와 질병이 만연한 무법지대이며, 햇빛에 의해 쓰레기가 자연 발화하면서 항상 연기를 내뿜고 있다. 이곳에 사는 사람들은 쓰레기를 찾아다니며 생활하고 있다. 마을의 대문과 통해 있으며, 하루 두 번 왕국 전체에서 모여든 많은 양의 쓰레기가 운반된다.
12년 전, 고아 왕국의 귀족들은 세계정부의 시찰단이 오는 것을 의식해 부끄러운 풍경을 모두 불태워 버리기리고 결정하고, 그곳에 사는 주민들까지 모조리 불태웠다. 그러나 드래곤이 이끄는 혁명군이 주민들을 구출 작전에 나섰다. 이후 다시 쓰레기장 풍경으로 돌아갔다. 모티브는 필리핀 마닐라 교외에 존재했던 스모키 마운틴이다.

### 고트 섬
알비다 해적단의 근거지가 있던 섬이다.

#### 쉘즈타운
해군 제153지부가 있는 마을로, 해군대령 모건이 공포정치로 다스리고 있었으나 루피와 조로의 활약으로 해방되었다. 루피는 이 마을에서 조로를 동료로 삼고 코비와 헤어졌다.

#### 시모츠키 마을
조로의 고향으로, 스승 코우시로의 '일심도장'(一心道場)이 있다. 52년 전 와노쿠니에서 이 땅으로 건너온 시즈키 코자부로가 세웠다.

### 오르간 제도

#### 오렌지 마을
40여년 전 해적들에게 습격당해 터전을 잃은 주민들이 마을이장 '부들'을 중심으로 처음부터 다시 일군 항구도시이다. 버기 해적단의 과거 활동거점이었으며, 루피가 버기를 이긴 뒤로는 다시 평화가 찾아왔다.

### 진귀한 동물의 섬
일본어명으로는 진수의 섬 (珍獣の島)이라고도 한다. 도마뱀 모양의 여우, 토끼 귀를 가진 뱀처럼 진귀한 동물들이 서식하는 섬이다. 섬 중앙의 큰 바위 위에는 보물상자가 있다. 20년 전 보물을 찾다가 동료들이 떠나버려 그대로 남게 된 가이몬이 지난 세월동안 섬을 지키고 있었다.

### 게코 제도

#### 시럽 마을
우솝과 그의 아버지 야솝의 고향이다. 평소 해적에게 습격당할 일이 거의 없는 평화로운 마을로, 한때 크로 해적단이 이 마을을 장악하려 했으나 루피 일행이 저지하고, 그 보답으로 카야와 메리로부터 범선 고잉메리호를 받았다.

### 해상 레스토랑 발라티에
바다에 떠 있는 해상 레스토랑으로, 오너 겸 최고 주방장은 제프이다. 상디가 부주방장을 맡고 있던 식당이다. 모티브는 작가 오다 에이이치로가 고등학교 시절에 알바를 했던 일본 구마모토시의 레스토랑 '바라테이'(薔薇亭)라고 한다.
식량을 노리고 해적이 습격하는 일이 종종 있지만, 이 식당의 요리사들은 웬만한 해적을 능가하는 위력을 지니고 있어 매번 격퇴하고 있다. 해적과의 난투극을 보러 오는 손님도 있을 정도이며, 이를 견디지 못한 웨이터들은 모두 그만뒀다고 한다. 뱃머리로 달린 물고기 형상은 '고등어머 1호'(サバガシラ1号)라는 수동식 전투보트이다. 평시에는 야외파티장으로 쓰이다 비상시에는 선내가 엉망이 되지 않도록 지느러미 부분을 내려 큰 마당을 따로 만든다.
2부에서는 대규모 리모델링을 거쳐, 상디의 라이벌이자 동료 요리사였던 파티와 카르네가 각각 연결식 별도함인 '디저트함 시스터 아귀', '철판구이함 애송이머리 호'가 생겼다.

### 코노미 제도
10년 전부터 8년 동안 아론 일당이 지배하던 제도이다. 마을 사람들은 매달 목숨값으로 공금을 바쳐야 하고, 납부하지 못하는 자가 한 명이라도 있을 경우 반역으로 간주되어 해당 마을은 쑥밭이 된다. 밀짚모자 일당의 활약으로 아론 일당이 무너진 이후에는 활기를 되찾고 있다.

#### 코코야시 마을
나미가 자란 마을로, 귤이 특산품이다.

#### 고사 마을
코코야시 마을 옆 동네로, 공금을 바치지 못해 아론 일당이 쓸어버렸다. 마을의 모든 집이 어인들에 의해 거꾸로 뒤집혀 폐허로 남았다.

#### 아론 파크
아론 일당의 본거지로, 건물은 샤본디 파크와 비슷하게 지어졌다. 아론 타워라는 오층탑이 있었다. 밀짚모자 일당이 아론 일당과 싸우면서 파괴했다.

### 오이콧 왕국
20년 전, 벨메일이 나미와 노지코를 거둬들였던 곳이다.

### 로그 타운
해적왕 골드 로저가 태어난 곳이자 처형이 집행된, 이른바 '시작과 끝의 마을'로 불리는 곳이다. 리버스 마운틴 인근에 위치해 있다. 예전에는 위대한 항로로 향하는 해적들이 많이 들른 곳이었으나, 스모커의 관할구역이 되면서 섬내에 들어온 해적들은 모두 생포됐다.
로저가 유언을 남기고 생을 마감한 처형대는 그대로 남아 있었으나, 작중 이스트블루편에서 번개가 떨어지면서 무너져 버렸다. 4년에 한번 세계회의로 향하는 왕족들이 묵는 호텔이 있다.

### 쿠마테족의 섬
원주민 '쿠마테족'이 사는 섬으로, 버기 일당과 알비다가 재회한 곳이다.

### 미러볼 섬
동쪽바다의 유행을 선도하는 섬으로, 댄스 콘테스트가 개최되고 있다. 인기 브랜드 'DOSKOI PANDA' 본점도 이곳에 있다.

### 데킬라 울프
다리 위에 세워진 나라로, 700여년 전 천룡인의 명령에 따라, 전 세계의 범죄자가 발을 들이는 것은 물론, 세계정부의 가입도 거부한 국가이다. 국민들이 힘을 모아 섬과 섬을 잇는 거대한 다리를 만들고 있었다.
쿠마에게 날아간 로빈이 탈출을 시도하던 중, 혁명군에 의해 노예들이 해방된 곳이다.

### 코지아
13년 전 제르마 66이 침공한 나라.

### 플라우스 왕국
세계정부 가맹국가. 현 여왕은 반 도데시네이다.

## 서쪽 바다 (웨스트 블루)
강대한 마피아인 '서쪽의 5대 패밀리'(西の五大ファミリー)가 뒷세계를 주무르는 지역으로 알려져 있다.
오하라 (オハラ)
니코 로빈의 고향. 고고학의 성지로 세계 최대의 도서관인 '전지의 나무'(全知の樹)가 있던 섬이다.
22년 전, 고고학의 권위자로 알려진 클로버를 비롯한 연구소의 고고학자들이 '포네그리프'를 연구하고 있던 것이 발각되어, CP9 장관 스판다인에 의해 버스터 콜이 발동됐다. 오하라 전체가 괴멸되는 와중에 로빈 혼자 살아남았으며, 그 다음 해의 지도에서 오하라의 이름이 지워질 정도였다.
일리시아 왕국 (イリシア王国)
세계정부 가맹국으로, 국왕은 8년 전을 기준으로 타라사 루카스였다. 2부 이후의 국왕은 세이자이다.
트로아 (トロア)
경매에 나온 해적 바이런의 고향.
라스캠프 (ラスキャンプ)
마린포드 정상전쟁이 벌어진 지 약 2주 후 해적선이 나타난 곳.
카노쿠니 (花ノ国)
세계정부 가맹국. 드레스로자의 동쪽에 위치한 나라로 팔보수군의 고향이다. 국왕은 라멘이다. 드레스로자에서 무기를 수입하던 나라와 전쟁 상태였으나, 돈키호테 패밀리가 괴멸되면서 전쟁이 끝났다.
발리우드 왕국 (バリウッド王国)
세계정부 가맹국. 국왕은 한 버거.

## 북쪽 바다 (노스 블루)
한때 빈스모크 가문이 무력으로 정복한 적이 있다.

## 위대한 항로 (그랜드 라인)
원피스 세계관의 지구를 한바퀴 도는 항로로, 이 세상 모든 것과 마찬가지인 보물, 즉 '원피스'를 찾기 위해 전세계 해적들이 항해에 나서는 무대이다. 4대양에서는 거의 활동하지 않는 악마의 열매 능력자를 비롯한 최강자들이 모습을 드러내는 곳으로, 3대 세력이 군림해 있어 '해적의 무덤'이라 불릴 정도로 위험한 곳이다. 여기에 변화무쌍한 날씨, 이상한 생물들이 서식하는 등 일반적인 상식이 통하지 않는 곳으로 소개된다.
위대한 항로의 입구는 리버스 마운틴(リヴァース・マウンテン)이라는 이름의 거대한 산이다. 위대한 항로로 들어가려는 함선은 리버스 마운틴에 패여 있는 운하를 따라 들어가야만 한다. 지도상에서는 위대한 항로 주변으로 캄벨트가 따라 나 있는데, 캄벨트 역시 바다이므로 이를 넘어간다는 전제 하에 어디서나 위대한 항로에 진입할 수 있어 보이지만, 캄벨트에는 초거대 해왕류들이 서식하고 있어 평범한 함선으로는 버틸 수 없기 때문에 리버스 마운틴으로 진입할 수밖에 없다는 설정이다.
'위대한 항로'에서는 계절, 날씨, 해류, 풍향이 전부 제멋대로이다. 각각의 섬들은 기후를 따라 '봄섬', '여름섬', '가을섬', '겨울섬'으로 나뉘어져 있으며, '위대한 항로'에서 살아남으려면 '여름섬의 여름'부터 '겨울섬의 겨울'까지 16단계의 계절을 넘어서야 한다고 소개된다.

기록지침

위대한 항로상의 각 섬은 강력한 자기력을 띄고 있어서, 일반적인 나침반은 무용지물이 되어버리고, 따라서 평범한 항해술은 전혀 통하지 않는다. 대신 '기록지침' (로그 포스)이나 '영구지침'  (이터널포스)이라는 특수 나침반을 사용한다. 위대한 항로에서는 각 섬의 자기력이 서로를 끌어당기기 때문에 각각의 섬에 도착해 '기록' (로그)을 '기록지침'에 모으지 않으면 다음 섬으로 나아갈 수 없다. 기록이 모이는 시간은 섬에 따라 다르다. 영구지침은 한 섬의 자기력을 영구적으로 기록해, 어디서든 그 섬을 가리키는 기능을 지녔다. 리버스 마운틴에서 출발하는 항로는 총 7개로 나뉘지만, 어디를 선택해도 기록을 따라가면 1개의 항로에 도착하며, 최종 지점은 원피스가 있는 섬이자 위대한 항로를 항해하는 모든 해적들의 목적지인 라프텔이다.

### 낙원 (전반부 항로)
선인장섬 (サボテン島)
리버스 마운틴에서 출발하는 7개의 항로 중 하나를 따라가 보면 첫번째로 도착하는 섬. 선인장 모양의 거대한 바위가 있다.
위스키 피크 (ウイスキーピーク)
겉보기에는 술과 음악이 넘치는 '환영의 마을'이지만, 실상은 바로크 주식회사의 활동 거점으로, 이곳에 찾아오는 해적들을 유인해 현상금을 버는 마을이었다. 선인장 바위에 가시처럼 보이는 것들은 사실 지금까지 죽인 해적들의 묘비였다. 이곳에서 로그가 쌓이는 시간은 반나절로, 다음으로 가리키는 섬은 리틀 가든이다.
리틀 가든 (リトルガーデン)
공룡 등의 고대 생물이 서식하는 섬으로, 약 100년 전에 몇종이 확인된 맹독성 진드기 '케스티아'도 서식하고 있다. 로그가 쌓이는 시간은 1년으로, 인간에게는 너무 길고 섬 자체의 환경도 험악해서, 로그가 채 쌓이기도 전에 죽어버리거나 떠나는 해적들이 많았다.
한때 세계를 골탕먹인 거병해적단의 거인 도리와 브로기가 있다. 두 거인은 '엘바프'로 돌아가기 위해 필요한 단 하나의 영구지침을 걸고 자신의 실력발휘를 입증하기 위해 서로를 상대로 수백년 넘게 결투를 이어가고 있다. 두 거인의 입장에서 이 섬은 '작은 정원'가도 같다 하여, 이곳을 방문한 탐험가 루이 아노트에 의해 '리틀 가든'으로 명명되었다.
아무것도 없는 섬 (何もない島)
알라바스타 왕국 앞에 있는 거대하지만 아무것도 없는 섬. 그 정체는 해왕류의 일종인 거대한 금붕어가 싼 똥이다. 주변의 섬을 먹고 남긴 잔해이므로 자력이 있어 로그도 쌓이고 영구지침도 존재한다. 옛날 도리와 브로기가 육지로 착각하여 상륙한 적이 있었다.
르네스 (ルネス)
스모커가 Mr.11을 체포한 섬.
드럼 섬 (ドラム島)
일년 내내 눈 덮인 겨울섬으로, 토니토니 쵸파의 고향이다. 높은 산이 많아 눈사태가 벌어지기도 한다.
드럼 왕국 → 이름도 없는 왕국 →사쿠라 왕국
세계정부 가맹국. 한때는 세계에서 이름을 날라던 의료 대국이었다. 그러나 와포루의 국왕 즉위와 함께 폭정이 시작되어, 이 나라 모든 의사를 독점하겠다는 심산으로 '의사 사냥'이 펼쳐지면서, 와포루에게 잡히지 않은 닥터 히루루크와 닥터 쿠레하를 제외하면 이 나라의 아픈 사람과 부상자는 모두 국왕 직속 의료진 '이시 20'에 의존하게 되었다.
그러다 검은 수염 해적단의 습격을 당하여 와포루가 국외로 도망치면서 왕국은 붕괴되었다. 밀짚모자 일당이 발을 디뎠을 때에는 그간의 고초로부터 다시 일어나려는 모습이었다. 이후 와포루가 돌아와 왕정을 다시 세우려고 하나, 루피와 쵸파가 물리쳤다.
현재는 와플의 부하 출신이었던 도르돈이 국왕이 되었으며, 히루루크가 내걸었던 벚꽃 해골기를 국기로 삼아 '사쿠라 왕국'이 되었다. 로그가 쌓이는 시간은 약 하루이며, 2부에서의 묘사에 따르면 병사의 투구가 쵸파의 뿔이 붙은 형태로 바뀌어 있었다.
드럼성 (ドラム城)
해발 5000미터의 산 '드럼록'에 위치한 성으로, 와포루가 왕궁으로 삼던 곳이다. 지금은 닥터 쿠레하가 살고 있다.
빅 혼 (ビッグホーン)
눈 내리는 마을로, 도르돈이 살고 있다. 밀짚모자 일당이 드럼섬에서 가장 먼저 방문한 곳이다.
코코아 위드 (ココアウィード)
빅 혼의 이웃동네.
개스타 (ギャスタ)
코코아 위드 북쪽에 위치한 호수 마을로, 스케이트를 타는 주민이 많다. 닥터 쿠레하가 옛날에 살던 집이 있다. 이곳에서 로프웨이로 드럼성까지 이어진다.
로베일 (ロベール)
에이스가 상륙한 마을.
큐카섬 (キューカ島)
휴가를 보낼 수 있는 섬. 바로크 주식회사의 오피서 에이전트도 방문했다.
샌디 섬 (サンディ島)
알라바스타 왕국이 있는 섬. 알라바스타 왕국 문서 참고.
자야 (ジャヤ)
따뜻한 봄섬. 한때 황금도시 샨도라가 이곳에 있었으며 포네그리프를 노리는 적들과 계속해서 싸워왔다. 400년 전 난치병 '수열'에 골머리를 앓고 있었지만, 탐험가 몽블랑 노랜드 일행이 방문하여 수열의 원인이 되는 병든 나무를 베고, 쓸데없는 제물 바치기 의식도 폐지하였다.
원래는 해안선의 모양이 해골바가지 형태를 띄고 있었지만, 솟아오르는 해류에 의해 섬 중에서 샨드라 일대가 스카이피아 부근까지 통째로 날아가 버렸다. 로그가 쌓이는 시간은 약 4일이다.
모그 타운 (モックタウン)
일명 '비웃는 마을'(嘲りの町)로, 해적들 간의 살해나 싸움이 연일 끊임없는 와중에, 해적들이 두고 가는 돈으로 먹고 사는 무법지대로 정부도 방치하고 있다. 밀짚모자 일당이 방문했을 때에는 배라미 해적단이 호텔을 빌려 머물고 있었다.
롱링롱 랜드 (ロングリングロングランド)
언뜻 보면 고리 모양으로 흩어진 여러 개의 제도로 되어 있지만 수면 밑으로 연결되는 하나의 섬이다. 주변에는 롱 소용돌이가 발생한다. 일년에 한 번만 큰 썰물이 들어오고, 그 날 몇시간 동안만 섬이 본래의 모습을 되찾는다. 이 섬의 유목민은 이때를 노리고 3년에 한 번씩 다음 섬으로 건너간다. 원래 하나의 섬이기 때문에 기록지침도 바로 옆의 섬을 가리키지는 않는다. 이 섬에 있는 동물은 느긋한 생활로 몸이 비정상적으로 길다. 로그가 쌓이는 시간은 하루 이내로, 다음으로 가리키는 섬은 워터 세븐이다.
워터 세븐 (ウォーターセブン)
조선업으로 유명한 물의 도시. 워터 세븐 참고.
에니에스 로비
세계정부가 소유하는 사법의 섬이다. 에니에스 로비 참고.

#### 원작 외에서 등장한 지명
파이어웍스
애니메이션 오리지널. 일년에 한 번 불꽃놀이가 열리는 미나토마치. 불꽃놀이는 400년 전부터 행해지고 있는 마을의 전통 행사.
염소 섬
애니메이션 오리지널. "출격! 「제니 해적단」편으로 등장.
많은 염소가 서식하는 무인도. 섬은 암초에 둘러싸여 있어 주위 해역의 농무와 격렬한 조류에 의해 상륙은 어렵다. 20년 전, 제니가 흘러들어가 염소들과 친해졌다.
루르카 섬
애니메이션 오리지널. 「무지개의 저편에」편으로 등장.
전설로 여겨지는 "무지개 색 안개"가 발생하는 섬. 시장인 전해적 웨튼에 의해 지배되고 있으며, 주민은 중세를 부과되고 있다. 섬에는 세금으로 지어진 '레인보우 타워'가 있다. 루피들의 활약으로 웨튼이 실각한 것으로 마을에 평화가 돌아왔다.
에이프스 콘서트
애니메이션 오리지널. 무지개빛 안개 속에 있는, 한 번 넣으면 두 번 다시 나올 수 없다고 여겨지는 배의 묘지. 무지개 색 안개로 인해 내부 공간과 시공간이 비틀어지고, 시간의 흐름이 매우 느리다.
조개 섬
애니메이션 오리지널. TVSP "오카이하라에 열려! 커다란 카이 아버지의 꿈에서 등장.
보물이 자는 것으로 여겨지는 섬. 지반이 매우 느슨하게 자기장을 가지지 않는다. 그 정체는 거대한 2매 조개로, 너무 큰 크기 때문에 산호초에 좌초해 움직임을 잡을 수 없게 되어, 거기에 토사가 쌓여 초목이 우거진 것으로 보통의 섬과 구별이 되지 않게 되었다. 그 중에는 메리호를 훨씬 웃도는 거대한 진주가 있다.
어부 섬
애니메이션 오리지널. TVSP "지켜라! 마지막 대무대에서 등장.
여행의 연극 일좌 「란돌프 일좌」의 마지막 무대가 행해진 섬. 10년 전에도 무대가 열렸고, 주민들은 모두 랜돌프 일좌가 다시 방문할 것을 기다리고 있었다.
나발론
애니메이션 오리지널. "탈출! 「해군 요새편」으로 등장.
해군 G-8 지부의 기지가 있는 요새. 통칭 「고슴도치」. 조수가 빈번하게 가득 찬 반복해역에 위치해, 지장 조나단의 치밀한 전략에 의해, 침입한 해적을 놓친 것은 한 번도 없었다. 그러나 해지에 존재하기 때문에 주로 해적들이 이 주변 해역에서 항해를 피하게 됨으로써 병사들의 사기는 내려가고, 해군 본부에서는 기지의 불요론을 주창하는 사람도 있다. 극장판 제4작 '데드엔드의 모험'에서는 가스파데가 건 레이스의 가짜 골 지점으로 등장했다.
기억 상실의 섬
애니메이션 오리지널. 「오션즈 드림편」으로 등장.
사람의 기억을 빼앗아 먹이로 하는 해마 같은 생물이 근성으로 하고 있는 섬. 섬의 주민은 기억을 빼앗기고 있기 때문에, 자신이 누구일지도 파악하고 있지 않다. 섬의 비석에는 사람의 기억을 빼앗는 괴물이 적혀 있다. 루피들이 해마를 쓰러뜨리면서 마을 사람들의 기억은 원래대로 돌아왔다.
빙가도(효카이도)
애니메이션 오리지널. 「아이스 헌터편」으로 등장.
무수한 빙산이 떠있는 해역. 한 번 헤매면 두 번 나올 수 없다고 되어 있다. 상금 벌기 일가 '아치노 패밀리'의 본거지 '러블리랜드'가 있다. 아치노 패밀리가 손대고 있는 무수한 도우모우펭귄이 빙산이나 해류를 조작해, 헤매는 해적선을 한 곳으로 유도한다.
스파 아일랜드호
애니메이션 오리지널. 「마의 삼각지대」근해에서 운영하고 있는, 세계 정부 공인의 스파·리조트선. 개업 이래 매년 100억 베리의 매출을 자랑한다. 50 종류 이상의 수영장과 온천, 카지노와 고급 레스토랑도있는 고급 시설. 중심에 있는 굴뚝은 거대한 대포가 되고 있다. 바로 아래에는 해저화산이 있다. 루피들의 활약으로 파괴되어 가라앉았다.
리틀 이스트 블루
애니메이션 오리지널. 
왕관도
영화 원본. 제3작 『 진수도의 초퍼왕국 』에 등장.
사람은 살지 않고, 드문 동물들이 서식하고 있는 섬. 섬 주위의 해저에는 해저 화산이 있어, 분연이 섬을 둘러싸는 왕관과 같은 한 연결이 된다. 섬은 대대로 「동물왕」에 의해 지켜지고 있으며, 동물왕이 죽으면 동물왕의 뿔에 머물렀던 신비의 힘을 새로운 동물왕이 계승해, 동물의 낙원으로서 계속 번영하고 있다. 이 힘은 '왕의 보물'이라 불리며, 손에 넣은 자는 천지를 흔드는 최강의 힘을 얻을 수 있다고 여겨진다.
한나발루
영화 원본. 제4작 「 데드 엔드의 모험 」에 등장.
수년에 한 번 개최되는 룰 무용의 해적 레이스 「데드 엔드」의 출발 지점이 되는 미나토마치. 섬의 주민은 전원 전 해적. 골과 우승 상금은 매회 다르고, 출전자는 골 지점의 '영구 지침'을 레이스 전에 받는다. 루피들이 참가한 레이스의 골 지점은 '파르티아'로, 상금은 3억 베리. 참가하려면 몸통에 100베리 동전을 2장 제시한다. 섬에는 많은 지류가 있어, 정면의 산으로 이어지는 강에 모두 연결되어 있다. 몇 년에 한 번 큰 조수의 역류와 바람이 발생하고 그것을 이용하여 산을 오르고 정상에있는 "그랜드 폴"이 시작 지점이된다.
아스카 섬
영화 원본. 제5작 『 저주받은 성검 』에 등장.
'위대한 항로' 한 아름다운 검 '칠성검'이 있다고 여겨지는 섬. 태고의 옛부터 백년에 한 번 방문하는 「붉은 달」을 재해나 이변을 초래하는 불길한 달과 두려워, 아스카 칠성의 신들이 재앙으로부터 사람들을 지키기 위해 아스카의 왕에 방패로서 3개의 보옥을, 모순으로서 무적의 검 '칠성검'을 가져왔다는 전설이 있다. 한때 한 명의 아름다운 무녀를 둘러싸고, 세 명의 왕자가 칠성검으로 죽이고, 많은 피와 증오를 피웠던 칠성검은 저주받은 요도가 되어 버렸다. 그 저주는 아스카 섬뿐만 아니라 주위의 바다도 싸움에 휘말릴 정도였다. 스스로의 목숨을 던진 무녀의 죽음에 의해, 세 명의 왕자는 화해해 3개의 보옥으로 칠성검의 저주를 봉쇄했다. 붉은 달이 가득 찼을 때, 칠성검의 요력이 높아져, 그것을 억제하기 위해서는 3개의 보옥을 섬에 있는 3개의 탑(거문·탐랑·파군)에 납입해, 결계를 치는 의식을 실시할 필요가 있다. 섬 지하에는 무수한 함정이 설치된 동굴이 펼쳐져 있으며, 3개의 탑을 비롯해 섬 안으로 통한다.
오마츠리 섬
영화 원본. 제6작 『 오마츠리 남작과 비밀의 섬 』에 등장.
그 이름대로 매일이 축제로 활기차고 많은 엔터테인먼트 시설이 있다고 여겨지는 '위대한 항로' 유일한 리조트지. 관광 목적으로 섬을 방문한 해적에 ‘지옥의 시련’을 주고, 섬 안에 둘러싸인 어트랙션 시설에서 섬 주 오마츠리 남작의 부하와 다양한 대결을 진행시킨다.
그 정체는, 오마츠리 남작이 섬에 피는 고유종의 꽃 「릴리 카네이션」에 바치는 제물을 모으기 위해서 만들어낸 섬. 섬의 거주자의 대부분은 릴리에 바친 제물에 의해 부활한, 수십 년 전에 사망한 오마츠리 남작의 전부하. 원래는 전혀 사람이 살지 않는 섬이었지만, 폭풍으로 동료를 잃고 섬에 흘러 들어간 오마츠리 남작이, 릴리에 바치는 제물을 유입하기 위해, 섬을 「오마츠리 섬」이라는 이름의 가짜 리조트지로 바꾸었다 . 해적을 섬에 초대하여 제물로 만드는 목적은 부활한 그들을 살아나게 하기 위한 것이고, 리조트지라는 권유 불평으로 잡혀 섬을 방문한 많은 해적이 그 희생이 되었다.
메카 섬
영화 원본. 제7작 『 카라크리성의 메카 거병 』에 등장.
이름과는 반대로 주민들은 매우 온화하고 목가적인 분위기를 한 섬. 어떤 로그 포스도 반응하지 않고, 섬으로 가려면 "거북 포스"라는 작은 거북을 지침 대신 사용한 독자적인 아이템을 사용한다. 섬에는 바다의 왕만이 입을 수 있는 '금의 관'이라는 보물이 있다는 전설이 있다. 섬 지하에는 동굴이 펼쳐져 있으며, 정상에는 영주 일족의 남자 밖에 들어갈 수 없는 거룩한 유적이 있다. 섬의 영주 라쳇의 성에는 무수한 카라크리 장치가 있다.
그 정체는 엄청나게 거대한 거북이 그 자체. 옛날부터 섬 거북이와 사람들은 평화로운 공존관계를 이어왔다. 섬 거북이가 잠에 잠기는 1000년간, 사람들은 등고 위에 생활해, 산란의 시기를 맞이하면 섬 거북을 일으킨다. 섬에 전해지는 노래 「유라리 노래」에 섬 거북이의 일으키는 방법의 힌트가 숨겨져 있다. 덧붙여서 금 왕관은 새끼 거북이 태어난 후에 남아있는 황금으로 만든 달걀 껍질이다.

### 신세계 (후반부 항로)
'위대한 항로' 후반 바다의 통칭. '위대한 항로'를 반주하고 '붉은 흙의 대륙'을 넘은 끝에 펼쳐지는 마지막 바다. 이 신세계를 통제한 자가 ' 해적왕 '의 칭호를 얻을 수 있다고 한다.
3대 세력의 하나인 ' 사황 '이 군림하고 상식 밖의 사건도 더욱 늘어나는 세계에서 가장 항해가 어려운 바다. 해류·기후에 더해, 전반의 바다에서 유일하게 신뢰할 수 있는 자기까지도 변동하는 섬이 있어, 항해중 완전히 자기를 잃는 섬마저 있다. 이 때문에 항해에는 신세계 전용의 「기록 지침」이 필요하다. 신세계의 거물 해적은 각지에 '나와바리'를 갖고 거대한 범죄 신디케이트를 형성하고 있다. 한 번이라도 신세계에 발을 디딘 사람은 입을 모아 '위대한 항로' 전반의 바다를 '마치 낙원(파라다이스)이었다'라고 말해 그 대부분이 탈락해 간다고 한다.

## 하늘섬
이름 그대로 하늘에 떠 있는 섬이다.

## 기타

### 기타 국가
소재지 불명의 나라.

### 해설
1. ↑  로저가 처형되기 전에는 '시작의 마을'이라 불렸다.
2. ↑  애니메이션에서는 반역자에게 고문이 이뤄지는 특별수감탑이 묘사됐다. 감옥에는 늙은이가 혁명군의 일원으로 잠입해 있었고, 감금돼 있던 로빈은 이곳에서 풀려났다.